# Donald Stovel Macdonald
Donald Stovel Macdonald PC CC (* 1. März 1932 in Ottawa, Ontario; † 14. Oktober 2018) war ein kanadischer Rechtsanwalt und Politiker der Liberalen Partei. 

## Leben
Nach dem Schulbesuch absolvierte Macdonald ein Studium und schloss dieses mit einem Bachelor of Arts (B.A.) ab. Ein abschließendes postgraduales Studium der Rechtswissenschaften beendete er zunächst mit einem Bachelor of Laws (LL.B.) und dann mit einem Master of Laws (LL.M.), ehe er einen Doktor der Rechte (LL.D.) erwarb. Im Anschluss war er als Rechtsanwalt tätig.
Seine politische Laufbahn begann er als Kandidat der Liberalen Partei, als er bei der Wahl vom 18. Juni 1962 als Mitglied in das Unterhaus gewählt wurde und in diesem bis zu seinem Mandatsverzicht am 28. Februar 1978 den Wahlkreis Rosedale vertrat. Während seiner Parlamentszugehörigkeit war er zuerst von Mai 1963 bis Juli 1965 Parlamentarischer Sekretär beim Justizminister und Attorney General, danach kurzzeitig von Juli bis September 1975 beim Finanzminister sowie zwischen Januar 1966 und Januar 1968 beim Außenminister. Zuletzt war er von Januar bis April 1968 Parlamentarischer Sekretär beim Industrieminister.
Nach dem Amtsantritt von Premierminister Pierre Trudeau wurde er im April 1968 in der von diesem geführten 20. Bundesregierung zunächst Minister ohne Geschäftsbereich. Bereits im Juli 1968 wurde er Präsident des Kronrates und war als solcher bis September 1970 zugleich Führer der Regierung im Unterhaus sowie Vorsitzender der Fraktion der Liberalen Partei im Unterhaus. Nach einer weiteren Kabinettsumbildung wurde Macdonald im September 1970 erst Minister für Nationale Verteidigung und dann im Januar 1972 Minister für Energie, Bergwerke und Ressourcen. Zuletzt war er von September 1975 bis zu seinem Rücktritt aus persönlichen und familiären Gründen im September 1977 Finanzminister.
Nach seinem Ausscheiden aus der Regierung und dem Verzicht auf sein Abgeordnetenmandat nahm er seine Tätigkeit als Rechtsanwalt wieder auf. Daneben war er von November 1982 bis August 1985 Vorsitzender der Königlichen Kommission zur wirtschaftlichen Union und Entwicklungschance Kanadas. Zwischen 1988 und 1991 war er außerdem Hochkommissar Kanadas im Vereinigten Königreich und anschließend wieder Rechtsanwalt.
1994 wurde er zum Companion des Order of Canada ernannt. Hiermit wurden seine langjährigen Verdienste für Kanada als Minister, Hochkommissar und Vorsitzender der einflussreichen Königlichen Kommission zur wirtschaftlichen Union und Entwicklungschance Kanadas gewürdigt, wodurch er grundlegende Verdienste bei der Entwicklung und Realisierung von Kanadas Handel und Sozialpolitik erwarb.